# Хилл, Фиона
Фиона Хилл (англ. Fiona Hill) (род. октябрь 1965, Бишоп-Окленд, Дарем) — британо-американский политолог. Специальный помощник Президента США по европейским и российским делам с апреля 2017 года по июль 2019. Доктор философии (1998). Эксперт Брукингского института. В 2014 году «Le Figaro» назвал её «признанным американским экспертом по России».
Владеет французским и русским языками.

## Ранние годы
Как рассказывала о себе сама Ф. Хилл: «Я выросла в маленьком городе на севере Англии. Мой отец был шахтёром, а мать — акушеркой и няней. В моей семье я была первым человеком с университетским образованием. Отец начал работать на шахте в 14 лет, так же как и его брат, отец, дяди, дед и т. д.».
Получила степень магистра по России и современной истории в Сент-Эндрюсском университете (1989).
В 1987—1988 годах стажировалась в МГЛУ в Москве.
Степень магистра по советологии (1991) и докторскую по истории (Ph.D., 1998) получила в Гарварде, защитив диссертацию об исторических корнях современной российской общественно-политической мысли «В поисках Великой России: элиты, идеи, власть, государство и дореволюционное прошлое в Новой России. 1991—1996».
После безуспешных попыток поступить на дипломатическую службу в Великобритании, в 1989 году переехала в США.

## Карьера в США
В 1991—1999 — сотрудник Гарвардской школы Кеннеди.
В 1999—2000 — директор по стратегическому планированию Фонда Евразии в Вашингтоне.
С октября 2000 года — сотрудница Брукингского института. Ныне — директор Центра США и Европы и старший научный сотрудник Программы внешней политики.
В 2006—2009 годах — руководитель секции по России и Евразии Национального совета по разведке США. Член Совета по международным отношениям, член попечительского совета Фонда Евразия, Международного дискуссионного клуба «Валдай».
В 2017 году — заместитель помощника Президента; Директор департамента по Европе и России в Совете национальной безопасности США (СНБ). В этой должности отвечала за координацию политики США в отношении Европы и России.

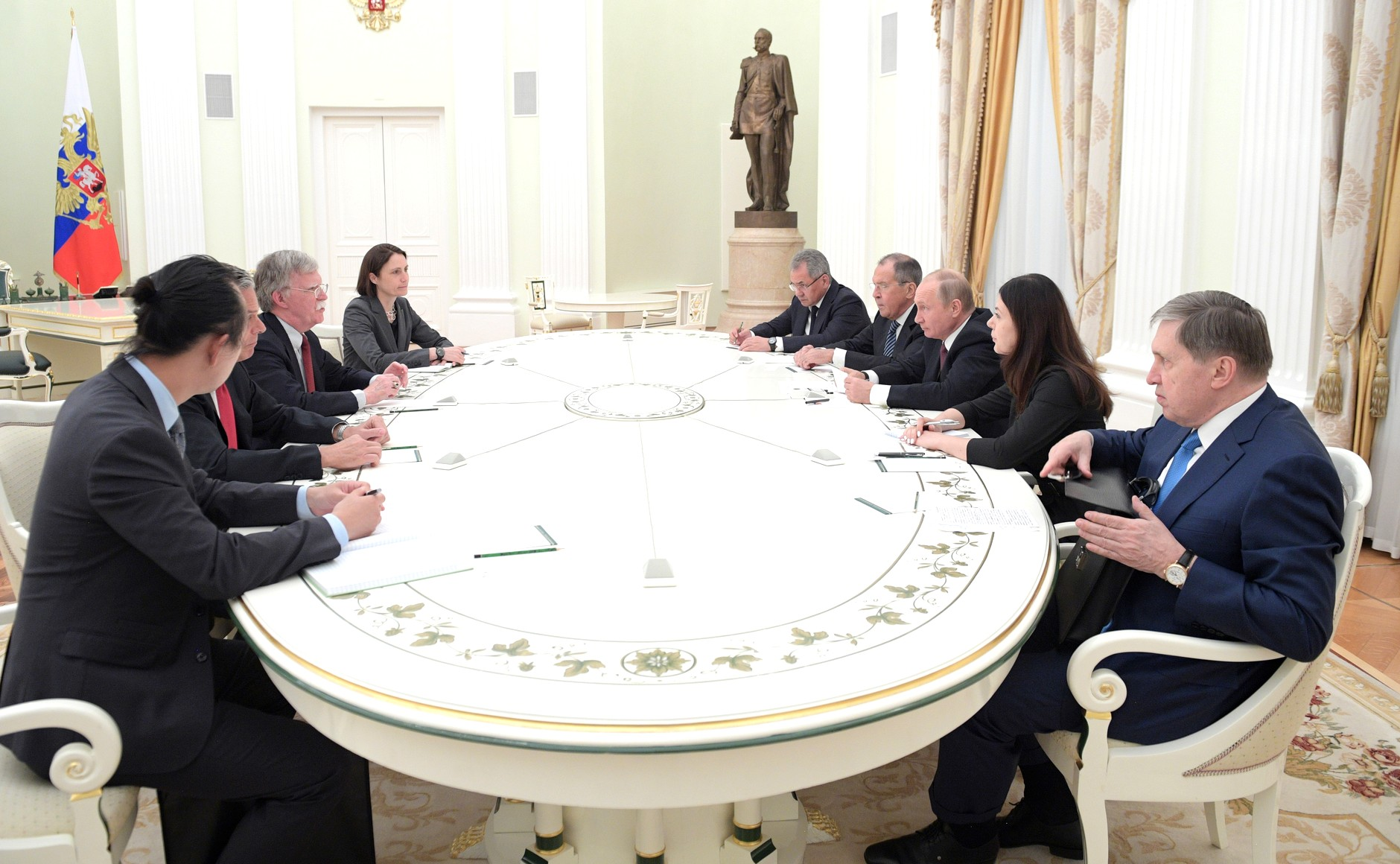
Фиона Хилл (слева) на встрече Президента России Владимира Путина с советником Президента США по национальной безопасности
Джоном Болтоном.Москва, Кремль, 27 июня 2018 года

В августе 2019 года Хилл отказалась от поста в СНБ вследствие несогласия с политикой администрации Трампа в отношении России и Украины.
14 октября 2019 года, была вызвана повесткой на закрытые слушания в Конгрессе; в течение 10 часов давала показания специальному комитету Конгресса в рамках расследования по импичменту Дональда Трампа.

## Мнения и взгляды
- По мнению Хилл, именно Россия — дореволюционная — является местом рождения идеологии терроризма[15].
- Фиона Хилл предлагала администрации США назначить послом США в России Арнольда Шварценеггера, с которым бы Владимир Путин мог бы беседовать по-немецки[16]. Однако её предложение не было реализовано.
- Ф. Хилл убеждена во вмешательстве российских спецслужб в президентские выборы в США 2016 года[17][a]:

Причиной, чтобы пойти работать в администрацию [Трампа] в 2017 году, стало случившееся в 2016, когда российские разведывательные службы по указу Кремля вмешались в президентские выборы. И, как мы знаем, это создало хаос в американской политике.
Хилл считает, что хакерские атаки на американские выборы были местью российских спецслужб за действия Клинтон в 2011 году, когда она служила главой Госдепартамента США и высказалась в поддержку протестующих против возвращения Путина на пост президента.
- Считает, что агрессивное отношение Путина к независимой Украине, включая решение о полномасштабном вторжении в 2022 году вызвано желанием утвердить собственное понимание истории Украины. Хилл отмечает, что Путин неоднократно выражал мнение об отсутствии исторических корней украинской государственности и о невозможности существования Украины отдельно от России. По мнению Хилл, причиной российской агрессии против Украины, начиная с аннексии Крыма и кончая вторжением 2022 года, было желание Путина вернуть Украину в орбиту российского влияния, что, по мнению Путина, является естественным и исторически обусловленным местом Украины, в особенности Юго-Восточных областей последней, т. н. Новороссии[18].

## Отзывы
Её с Клиффордом Гэдди книгу «Сибирское проклятье» (2003) указывают одной из самых цитируемых работ в книгах и статьях о перспективах развития России, опубликованных с начала века (по данным 2015 года).
Её с Клиффордом Гэдди книга «Мистер Путин: спецагент в Кремле» (2013) посвящена президенту России Владимиру Путину.
По заявлению авторов, они попытались избежать распространенных в обществе стереотипов и провести анализ исторических событий, которые оказали влияние на формирование личности политика.
Они делают вывод, что чем больше Путин продвинется к модернизации России, тем активнее люди будут требовать политической открытости и его отставки.
Книга была высоко оцененной критикой.
Обновлённое второе её издание появилось в 2015 году.
В 2017 году А. М. Островский называет её «лучшей на сегодняшний день работой о Путине».

### Комментарии
1. ↑  Москва последовательно отрицает вмешательство в американские выборы. Отрицает это и Трамп, который считает, что эта версия была придумана его оппонентом Хиллари Клинтон и её окружением, чтобы очернить его. Клинтон же много раз публично объясняла свое поражение вмешательством России[17].

### Сноски
1. 1 2  https://www.newyorker.com/news/our-columnists/the-extraordinary-impeachment-testimony-of-fiona-hill
2. 1 2 3 4  https://www.bostonmagazine.com/news/2017/03/02/fiona-hill-russia-trump/
3. 1 2 3  Hill, Fiona // Чешская национальная авторитетная база данных
4. ↑  https://www.gaithersburgbookfestival.org/featured_author/fiona-hill/
5. ↑  WorldCat (мн.) — 1971.
6. ↑  https://www.brookings.edu/experts/fiona-hill/
7. ↑  «Путину нужен мир. Желательно, весь!» | Общество | The Kiev Times. Дата обращения: 3 апреля 2016. Архивировано 2 июня 2015 года.
8. ↑  Fiona Hill | Brookings Institution. Дата обращения: 3 апреля 2016. Архивировано 31 июля 2016 года.
9. 1 2  Журнал "Международные процессы". Дата обращения: 3 апреля 2016. Архивировано 12 мая 2015 года.
10. ↑  Фиона Хилл стала директором по ЕС и РФ в Совете нацбезопасности США. Дата обращения: 31 октября 2019. Архивировано 31 октября 2019 года.
11. ↑  Gramer, Robbie; MacKinnon, Amy. Trump's Top Russia Aide to Depart (англ.) // Foreign Policy : magazine. — 2019. — 18 June. Архивировано 2 июля 2019 года.
12. ↑  Lederman, Josh; Lee, Carol E.; Welker, Kristen (10 октября 2019). Trump's former Russia aide set to give revealing testimony on Giuliani, Sondland. NBC News (англ.). Архивировано 11 октября 2019. Дата обращения: 10 октября 2019.
13. ↑  Acosta, Jim; Borger, Gloria; Raju, Manu; Herb, Jeremy (15 октября 2019). Trump's former top Russia adviser told Congress she saw 'wrongdoing' in US policy toward Ukraine, source says. CNN. Архивировано 9 ноября 2019. Дата обращения: 22 октября 2019.
14. ↑  Baker, Peter; Fandos, Nicholas (14 октября 2019). Bolton Objected to Ukraine Pressure Campaign, Calling Giuliani 'a Hand Grenade'. The New York Times (англ.). ISSN 0362-4331. Архивировано 16 октября 2019. Дата обращения: 22 октября 2019.
15. ↑  Майдан. Статті. Фиона Хилл: Корни современного терроризма лежат в дореволюционной. Дата обращения: 3 апреля 2016. Архивировано 9 августа 2017 года.
16. ↑  Buzz Feed: Путинский герой боевиков: как Стивен Сигал сделался самым неожиданным эмиссаром Кремля. Дата обращения: 3 апреля 2016. Архивировано из оригинала 17 апреля 2016 года.
17. 1 2  «Это была месть»: бывший советник Трампа о Путине и вмешательстве в выборы Архивная копия от 3 ноября 2021 на Wayback Machine, BBC, 3.11.2021
18. ↑  Ukraine invasion is ‘all about history’ Архивная копия от 23 мая 2022 на Wayback Machine, Northwestern ,May 19, 2022
19. ↑  Сибирские узлы империи — Михаил Гефтер. Дата обращения: 3 апреля 2016. Архивировано 30 августа 2017 года.
20. ↑  Новая книга о Владимире Путине: цели и приоритеты российского лидера. Дата обращения: 3 апреля 2016. Архивировано 4 октября 2017 года.
21. ↑  Расщепление личности Путина. Дата обращения: 3 апреля 2016. Архивировано 11 ноября 2016 года.
22. ↑  В поисках Владимира Путина | Россия | ИноСМИ — Все, что достойно перевода (недоступная ссылка)
23. ↑  «Россия становится идеологическим маяком для многих западных политиков» | Colta.ru. Дата обращения: 11 мая 2019. Архивировано 11 мая 2019 года.